# پراکندگی ناکشسان ژرف

پراکندگی ناکشسان ژرف یک لپتون روی یک هادرون به منظور پیشروی در انبساط اغتشاشی

پراکندگی ناکشسان ژرف نام فرایندی است که برای جستجو درون هادرونها (به ویژه باریون‌هایی مانند پروتون و نوترون) با استفاده از الکترون، میون و نوترینو انجام می‌شود. این فرایند نخستین شواهد قانع‌کننده برای واقعی بودن کوارک ارائه داد که تا پیش از آن زمان بسیاری آن را یک پدیده ریاضی محض می‌دانستند. فرایند نسبتاً جدیدی به شمار می‌رود که نخستین بار در دهه‌های ۱۹۶۰ و ۱۹۷۰ آزمایش شد. در واقع گسترشی از پراکندگی راترفورد در انرژی‌های بسیار بالاتر ذرات پراکنده‌شده است و در نتیجه به وضوح بیشتری در مورد اجزای تشکیل‌دهنده هسته اتم می‌انجامد.

در توضیح واژه به واژه این اصطلاح، «پراکندگی» به معنی انحراف لپتون‌ها (الکترون، میون و ...) است. اندازه‌گیری زاویه انحراف اطلاعاتی درباره ماهیت فرایند به دست می‌دهد. «ناکشسان» به این معنی است که هدف بخشی از انرژی جنبشی را جذب می‌کند. در حقیقت در انرژی‌های بسیار بالای لپتون‌ها، هدف خرد می‌شود و ذرات جدید بسیاری را منتشر می‌سازد. این ذرات هادرون هستند و برای ساده‌سازی، فرایند اینگونه تفسیر می‌شود که یکی از کوارک‌های تشکیل‌دهنده هدف از هادرون هدف به خارج پرتاب می‌شود و به دلیل پدیده حبس رنگ، کوارک‌ها در واقع مشاهده نمی‌شوند بلکه از طریق هادرونی‌سازی ذرات قابل مشاهده‌ای تولید می‌کنند.